# Gal Alberman
Gal Alberman (גל אלברמן en hébreu) est un footballeur international israélien né le 17 avril 1983 à Petah Tikva. Il évolue actuellement au poste de milieu défensif pour le Maccabi Tel-Aviv en Israeli Premier League.

## Palmarès
- Maccabi Petach-Tikva
  - 2004 : Toto Cup (Coupe de la Ligue Israélienne)

- Betar Jérusalem
  - 2007 et 2008 : Championnat d'Israël
  - 2008 : Coupe d'Israël

- Maccabi Tel-Aviv
  - 2013, 2014 et 2015 : Championnat d'Israël
  - 2015 : Coupe d'Israël